# Povilas Valinčius
Povilas Valinčius (n. 16 mai 1989, Marijampolė, Lituania) este un fotbalist lituanian care evoluează în prezent la Petrolul Ploiești. De-a lungul carierei a mai evoluat la FK Vėtra și la FK Sūduva Marijampolė.